# Kakmum

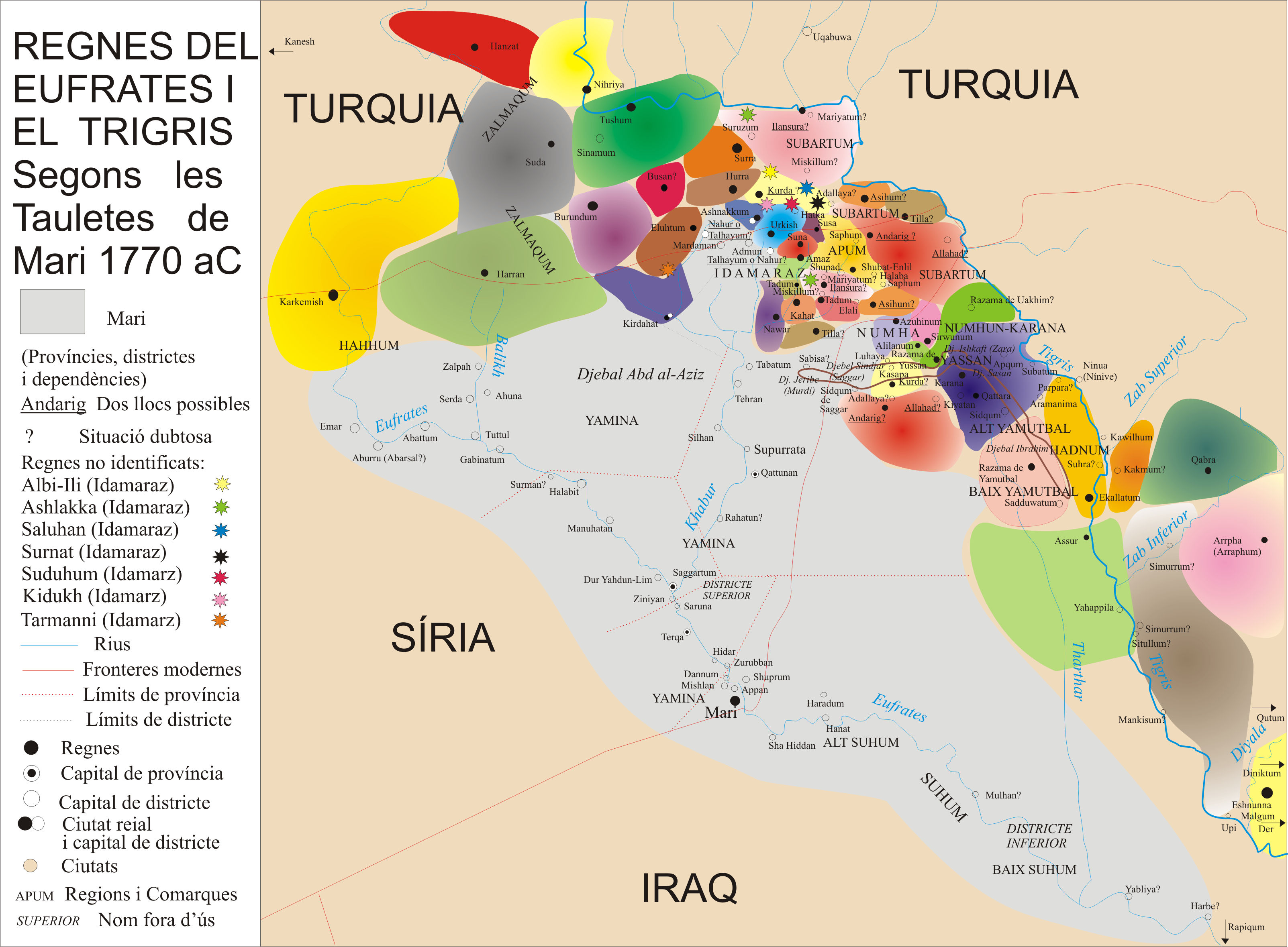
Región alrededor del río Tigris y Éufrates. En color naranja-amarillo, el lugar donde se cree que se ubicaba la ciudad.

Kakmun fue una ciudad-estado de Mesopotamia , al oeste del Tigris en un lugar no identificado, que existía en el siglo XVIII a. C. Es mencionado en las tablillas de Mari que, aunque no le dan estrictamente la calificación de ciudad real, si lo dejan entender.
Un personaje llamado Gurgurrum, que sería el rey o el jefe militar de la ciudad de Kakmum, es llamado como vencedor de Ardigandi, el rey de Qabra, al frente de su ejército formado por unos 500 hombres.